# Импост
Импо́ст (итал. imposto, лат. incumbo, нем. Kämpfer) — архитектурный термин, означающий:
- завершающая часть колонны или стены, имеющая вид полочки или фигурного карниза и являющаяся опорой для вышерасположенной арки;
- переходный элемент кубической или трапециевидной формы между абакой капители и пятой арки, используемый для уравнивания колонн в колоннаде по высоте;
- в римской архитектурной ячейке функцию импоста выполняют отрезки профилированного антаблемента;
- импост в виде усечённой четырёхгранной пирамиды, заменяющей капитель (так называемая импостная капитель) в византийской архитектуре;
- неподвижная часть типа сандрика, помещающаяся над дверью или окном и входящая в состав обрамления проёма;
- карниз или горизонтальная тяга, выполняющие функцию зрительного членения плоскости стены для устранения монотонности её поверхности.

- импостом называют вертикальный элемент, разделяющий оконный или дверной проём или разделяющий два близко расположенных оконных проёма[1]. Импостом также называют вертикальный или горизонтальный элемент оконного или дверного блока, делящий его на функциональные части.